# Yukio Mishima
För andra betydelser, se Mishima (olika betydelser).
Yukio Mishima (japanska: 三島由紀夫?, Mishima Yukio), pseudonym för Kimitake Hiraoka (平岡 公威), född 14 januari 1925 i Shinjuku i Tokyo, död 25 november 1970 i Tokyo, var en japansk författare. Mishima författade företrädesvis romaner, men hans produktion omfattar även noveller och teaterpjäser, såväl som essäer. Genom den egna organisationen Sköldsällskapet verkade Mishima även som politisk aktivist med en egenartad form av japansk nationalism och kulturkonservatism som agenda, och dog genom seppuku under ett misslyckat försök till statskupp.

## Biografi
Född som son till en japansk statstjänsteman, antog Hiraoka pseudonymen Mishima för att dölja skrivandet för sin far, som inte hade mycket till övers för litteratur, och kanske också av andra skäl: hans genombrottsbok, Demaskering (仮面の告白, Kamen no Kokuhaku) från 1949, behandlar hans egen homosexualitet och hur han tvingas leva "bakom en mask" av normalitet för att undvika socialt stigma. Mishima kom aldrig att leva öppet som homosexuell, utan gifte sig 1958 med Yoko Sugiyama. Tillsammans fick de dottern Noriko (född 1959) och sonen Ichiro (född 1962).
Politiskt tillhörde Mishima en falang av den japanska nationalistiska högern, och bildade 1968 den högerextrema traditionalistiska studentrörelsen Tatenokai. Den 25 november 1970 tog sig Mishima och fyra adepter in i japanska självförsvarsstyrkornas, Jieitai, östra kommandos högkvarter i Tokyo och bakband regementschefen. Mishima höll därefter tal, och försökte uppvigla soldaterna att göra uppror mot demokratin och restaurera kejsardömet. Efter talet drog han sig tillbaka till regementschefens kontor där han begick seppuku (rituellt självmord). Det har föreslagits att det rituella självmordet var aktionens primära mål för Mishima, som i sin tidigare produktion visat stark fascination inför företeelsen.
År 1985 gjorde den amerikanske regissören Paul Schrader en omtalad film om Mishimas liv och verk med namnet Mishima - ett liv i fyra kapitel.

## Produktion
Mishimas litterära produktion var omfattande, och inkluderar femton romaner, fyra kabukipjäser och en resebok. Utöver detta skrev han över femtio noveller, tio enaktspjäser och flera volymer av essäer. Bland hans mer berömda verk märks Den gyllene paviljongens tempel (金閣寺, Kinkakuji) från 1956, Sjömannen som föll i onåd hos havet (午後の曳航, Gogo no Eiko) från 1963 och tetralogin Fruktbarhetens hav, varav endast den första delen Vårsnö (春の雪, Haru no Yuki) från 1969 finns översatt till svenska. Mishima skrev även pjäser, däribland Markisinnan de Sade (Sado Kōshaku Fujin) från 1965 (vilken bland annat sattes upp av Ingmar Bergman på Dramaten 1989), och essäer, där Sol och stål (太陽と鉄, Taiyō to Tetsu) från 1968 utgör det mest berömda exemplet. Utöver detta regisserade Mishima även en film med namnet Patriotism (憂国, Yūkoku), där han själv också spelar. Mishima nominerades tre gånger till Nobelpriset i litteratur, dock utan framgång.
Sin kulturkonservativa nationalism till trots influerades Mishima mycket av västerlandets litteratur. Han fascinerades av Raymond Radiguets liv och verk (och inte minst hans död), och Oscar Wilde har nämnts som en annan tidig influens, vilket speciellt märks i Kinjiki (禁色) från 1951. Även Thomas Manns inflytande på Mishima har ofta lyfts upp. Andra europeiska författare som influerade Mishima inkluderar bland andra Georges Bataille, Witold Gombrowicz och Pierre Klossowski. En japansk författare som påverkat Mishimas skrivande mycket är Michizō Tachihara.